# Aida Cooper
Aida Giulia Teodolinda Castignola, nota come Aida Cooper e, a inizio carriera, come Aida Nola (Bettola, 19 febbraio 1949), è una cantante italiana.

## Biografia
Inizia la sua carriera artistica nell'ottobre del 1966, quando, poco più che adolescente, partecipa alla finale del Festival di voci nuove di Castrocaro, anche se è solo una riserva a ridosso dei dieci finalisti insieme a Loretta Goggi. Qui viene notata da un discografico, che le consente di ottenere un contratto con la Fonit Cetra con lo pseudonimo di Aida Nola.
Nel 1967 incide il primo disco, un 45 giri contenente i brani Molto tempo prima e Non è cambiato niente, al quale segue, in autunno, una sua versione del L'ultimo valzer, incisa anche da Dalida. Negli anni successivi incide alcuni brani partecipanti al Festival di Sanremo, che la casa discografica inserisce nella compilation in vendita a seguito della manifestazione (la sua versione di Zingara raggiunge i primi posti nelle classifiche argentine).
Nel 1969 la Cetra pubblica un nuovo singolo e, nel settembre dello stesso anno è tra i partecipanti della Gondola d'Argento nella Mostra Internazionale di Musica Leggera di Venezia con L'amore in casa mia, cover di Love for Living, incisa con il nome di Ida Nola.
Nel 1970, dopo aver lasciato la Fonit, inizia a fare serate di piano bar e, contemporaneamente, a farsi conoscere nelle sale di registrazione.

Da allora collabora in qualità di vocalist alla realizzazione degli album e nei concerti di importanti nomi della musica leggera italiana, quali Loredana Bertè, Mia Martini, Mina, Zucchero Fornaciari, Eros Ramazzotti, Anna Oxa, Fausto Leali, Riccardo Cocciante, Edoardo Bennato, Francesco De Gregori, Franco Simone. Collabora anche con Iva Zanicchi.
L'incontro con il bluesman Cooper Terry, prima marito, poi amico fraterno e maestro esigente, segna la svolta di Aida verso il blues. Nel 1983 incidono insieme Feelin' Good, un album che contiene classici del genere rhythm'n'blues come See Saw e Doctor Feelgod di Aretha Franklin.
Nel 1985 Aida è cantante nel tour di Loredana Bertè. Quest'ultima, nello stesso anno, le produce un maxi-singolo, edito su etichetta Bandabertè, contenente due classici: I'll Go Crazy di James Brown e I've Been Loving You Too Long di Otis Redding.
Nel 1987 firma un contratto con la Dischi Ricordi, con la quale pubblica il primo album Scossa prodotto da Alberto Salerno, e l'anno successivo arriva il suo lavoro più conosciuto, Vinti e vincitori, che contiene l'hit Mia mamma, che si piazza al secondo posto dietro Fiorella Mannoia nella rassegna Un disco per l'estate di Saint-Vincent. Inoltre viene invitata a D.O.C., la nota trasmissione televisiva di Renzo Arbore, a rappresentare il repertorio di Otis Redding nel ventennale della scomparsa dell'artista.
Aida è poi nel cast del Festival di Sanremo 1989 nella sezione Emergenti: il brano Questa pappa non è certo all'altezza dell'interprete, tuttavia diventa un successo in tutto il Sudamerica grazie alla reinterpretazione dell'attrice messicana di telenovelas Verónica Castro che la reinciderà in spagnolo con il titolo La Movida. Su quel brano ruota anche l'album successivo, Aida.
Nel 1998, dopo una pausa discografica nel corso della quale Aida non ha mai interrotto le esibizioni live, incide insieme al gruppo Nite Life il CD Bitter Sweet, contenente tra gli altri l'omonimo brano scritto appositamente da Chris Rea. 
Il lavoro è di chiara matrice blues, sbocco naturale dell'anima, dell'energia e del coinvolgimento emotivo che caratterizzano la cantante e che hanno portato a definirla un'autentica blues woman. Con la stessa band, nel 2003, ha realizzato un doppio CD live dal titolo Live in Blues.
Nel 2006 affianca Platinette nello spettacolo teatrale "Tutto su di me", con il maestro Sandro Cerino ed un'orchestra di dieci elementi.
Nel 2008 collabora con il cantautore milanese Niccolò Agliardi nel disco Da casa a casa duettando con quest'ultimo in Zazà. Nello stesso anno si segnala il duetto con Pino Scotto in Gamines, ballata composta da Giulio Kaliandro con una lirica di Norman Zoia, che per l'occasione ha scritto una nuova strofa, contenuta nel disco Datevi Fuoco.
Il 2009 vede la sua partecipazione, nel brano Comunque vada, in Lola e Angiolina Project, EP firmato da Loredana Bertè e Spagna. Per la promozione del disco il trio si esibisce nelle trasmissioni televisive di RaiDue Quelli che il calcio e Scalo 76 e Domenica In (RaiUno).
Nel 2010 collabora con l'amico e cantautore Dario Gay nel disco Ognuno ha tanta storia (album e DVD). È presente in Capita, duettando con l'autore, e nel relativo video girato al Miracolo a Milano nel mese di aprile 2010; inoltre appare come corista in Resta un valzer e Domani è primavera.
A partire dall'agosto 2011 Aida è cantante nel tour di Giusy Ferreri Il mio universo Tour 2011. 
Nel 2012 torna a duettare con Pino Scotto aprendo la track Festa & Croce, ancora con parole di Norman Zoia, contenuta nell'ultimo cd del rocker Codici Kappaò. Nello stesso anno è da segnalare inoltre la collaborazione con Platinette in Cielo di cristallo, brano presente nel disco Perle coltivate.
Dal 2013 Aida è cantante nel tour di Loredana Bertè, il quale ottiene un buon successo.
Il 1º aprile 2016 è uscito il nuovo album di Loredana Bertè, Amici non ne ho... ma amiche sì!, contenente tra i vari duetti, quello con Aida Cooper nel brano Ma quale musica leggera.
Il 20 settembre 2019 è uscito il nuovo album intitolato Kintsugi - Amica Mia, un lavoro incentrato su cover del repertorio dell’amica fraterna Mia Martini, che contiene anche un inedito dal titolo Un figlio mio.
Nel 2023 partecipa a The Voice Senior.
Nel 2024 partecipa all’album Libidal (La Cellula Records/Maxsound) del cantautore e musicista Davide Matrisciano, nel brano “Autostoppiste”.

## Discografia

### Singoli
- 1967 – Molto tempo prima / Non è cambiato niente (Fonit Cetra SP 1328)*
- 1967 – L'ultimo valzer / Pensaci bene (Fonit Cetra SP 1352)*
- 1969 – Zingara / Un sorriso (Fonit Cetra SP 1394)*
- 1969 – Mi sento su / Papaveri a luglio (Fonit Cetra SP 1401)*
- 1969 – L'amore in casa mia / Grande amore (Fonit Cetra SP 1406)**
- 1985 – I'll Go Crazy / I've Been Loving You Too Long (Dischi Ricordi SRLS 11019)***
- 1988 – Mia mamma / Ronnie (Dischi Ricordi SRL 11.072)****
- 1989 – Questa pappa / Questa pappa(strumentale) (Dischi Ricordi SRL 11.088)****

(*) come Aida Nola (**) come Ida Nola (***) come Aida Cooper (****) come Aida

### Album
- 1983 – Feelin' Good (Appaloosa AP 032) (con Cooper Terry)*
- 1987 – Scossa (Dischi Ricordi SMRL 6369)*
- 1988 – Vinti e vincitori (Dischi Ricordi SMRL 6379)*
- 1989 – Aida (Dischi Ricordi SMRL 6401)*
- 1998 – Bitter Sweet (SAAR Records 777) (con The Nite Life)**
- 2003 – Live in Blues (Comet Records) (con The Nite Life)**
- 2019 – Kintsugi - Amica Mia (Bandabebè Srl/Nar International)**

(*) come Aida (**) come Aida Cooper